# Křelov-Břuchotín
Křelov-Břuchotín (en allemand : Krönau et Bruchotein) est une commune du district et de la région d'Olomouc, en République tchèque. Sa population s'élevait à 1 884 habitants en 2023.

## Géographie
Křelov-Břuchotín se trouve à 5 km au nord-ouest du centre d'Olomouc, à 81 km à l'ouest-sud-ouest d'Ostrava et à 205 km à l'est-sud-est de Prague. Křelov-Břuchotín fait partie de l'aire urbaine d'Olomouc.
La commune est limitée par Horka nad Moravou au nord, par Olomouc à l'est et au sud, par Ústín au sud, par Těšetice au sud-ouest et par Skrbeň à l'ouest et au nord-ouest.

## Histoire
La première mention écrite de l'église de Křelov remonte à 1279.

## Administration
La commune se compose de deux sections :
- Břuchotín
- Křelov

## Transports
Par la route, Křelov-Břuchotín se trouve à 5,5 km d'Olomouc et à 238 km de Prague.